# Октябрьская революция в Судане
Октябрьская революция — события в Судане в октябре 1964 года, результатом которых стало падение военного режима и передача власти демократическому правительству.

## Предыстория
После обретения независимости в 1956 году Судан столкнулся с множеством проблем, прежде всего с экономическими трудностями и вооружённым конфликтом на юге страны. 17 ноября 1958 года в стране произошёл военный переворот, в ходе которого к власти пришла военная хунта во главе с генералом Ибрагимом Аббудом. На первых порах военное правительство добилось существенных результатов в сфере экономики, но при этом продолжались преследования профсоюзных деятелей и государственных служащих. Постепенно военное правительство оказывалось все менее способным решать коренные экономические и социально-политические проблемы, в том числе проблему Юга, что тут же отразилось на его популярности.

## Выступления
В октябре 1964 года в стране начались студенческие волнения. 21 октября во время собрания студентов в Хартумском университете, на котором обсуждалась проблема Юга, нагрянула полиция, которая подвергла избиению собравшихся, в результате чего девять студентов были ранены и один — коммунист Ахмед Курши (Гураши) — умер на следующий день от ран. Этот инцидент вызвал недовольство среди жителей столицы, которые вышли на траурный митинг на площади Абдель Монейма (переименована в площадь Гураши). ЦК СКП призвал все демократические силы страны ко всеобщей забастовке против «полицейского произвола», что вынудило правительство вечером следующего дня ввести в столице комендантский час. К 23 октября волнения охватило Омдурман, Порт-Судан, Атбару и Вад-Медани. Вернувшись из Лондона, министр внутренних дел распорядился ввести в столицу войска, но водители такси и грузовых машин блокировали дорогу, что не позволило войскам пройти к центру города. В последующие дни в столице продолжались антиправительственные демонстрации и кровавые столкновения с полицией и аресты. Солдаты и офицеры стали выражать недовольство попытками командования использовать армию для подавления волнений. 26 октября пехотные части омдурманского гарнизона двинулись на Хартум и блокировали президентский дворец. Под давлением волнений и армии Аббуд в 21 ч. сообщил по радио о решении распустить ВСВС и сосредоточить всю полноту власти в своих руках.
Это сообщение вызвало широкий подъём: вечером того же дня демонстранты атаковали тюрьмы Кубер и Аз-Занакин, освободив политзаключённых. На следующий день всеобщая политическая забастовка парализовала экономическую и социальную деятельность в столице и других городах. Объединённый национальный фронт (ОНФ) опубликовал «Национальную хартию» — программу борьбы, составленную профессорами Хартумского университета.
28 октября по призыву ОНФ в Хартуме началась демонстрация в поддержку Национальной хартии, во время которой полиция и охрана президентского дворца открыли огонь по митингующим, что привело к гибели нескольких десятков человек. В ответ на это противники военного режима ответили расширением забастовочной акции. Остановились такси, прекратили работу радио, телевидение, рестораны, аэропорт. В этой ситуации Аббуд отправил премьер-министра Хасана Башира Насра в отставку и начал переговоры с ОНФ, завершившиеся 29 октября достижением соглашения об отставке ВСВС и создания переходного правительства. Спустя несколько дней 8-9 ноября генерал Аббуд попытался свергнуть переходное правительство путём военного переворота, но заговор был раскрыт, а Аббуд был снят с поста президента страны.
Результатом октябрьских событий стало свержение военного режима и сформированием впервые в истории Судана правительства с участием представителей основных политических направлений.